# Hala olimpijska im. Juana Antonio Samarancha w Sarajewie
Hala Olimpijska im. Juana Antonio Samarancha (dawniej Hala Olimpijska Zetra) – wielofunkcyjna hala sportowa służąca głównie jako arena zmagań w hokeju na lodzie, położona w stolicy Bośni i Hercegowiny, Sarajewie. 
19 czerwca 2010, w wyniku starań Komitetu Olimpijskiego Bośni i Hercegowiny, obiektowi nadano imię zmarłego kilka miesięcy wcześniej Juana Antonio Samarancha, wieloletniego prezydenta Międzynarodowego Komitetu Olimpijskiego. Inicjatywa ta miała na celu upamiętnienie roli Hiszpana w przywracaniu pokoju w byłej Jugosławii w latach 90. XX wieku.

## Historia
Hala powstała z myślą o organizowanych w 1984 roku w Sarajewie zimowych igrzyskach olimpijskich. Budowa została zakończona w 1983 roku, a w tym samym roku położony obok hali obiekt Zetra Ice Rink gościł mistrzostwa świata juniorów w łyżwiarstwie szybkim. W czasie igrzysk na zlokalizowanym obok hali obiekcie Zetra Ice Rink  rywalizowali łyżwiarze szybcy, a w hali rozegrano m.in. finałowy mecz turnieju hokejowego.

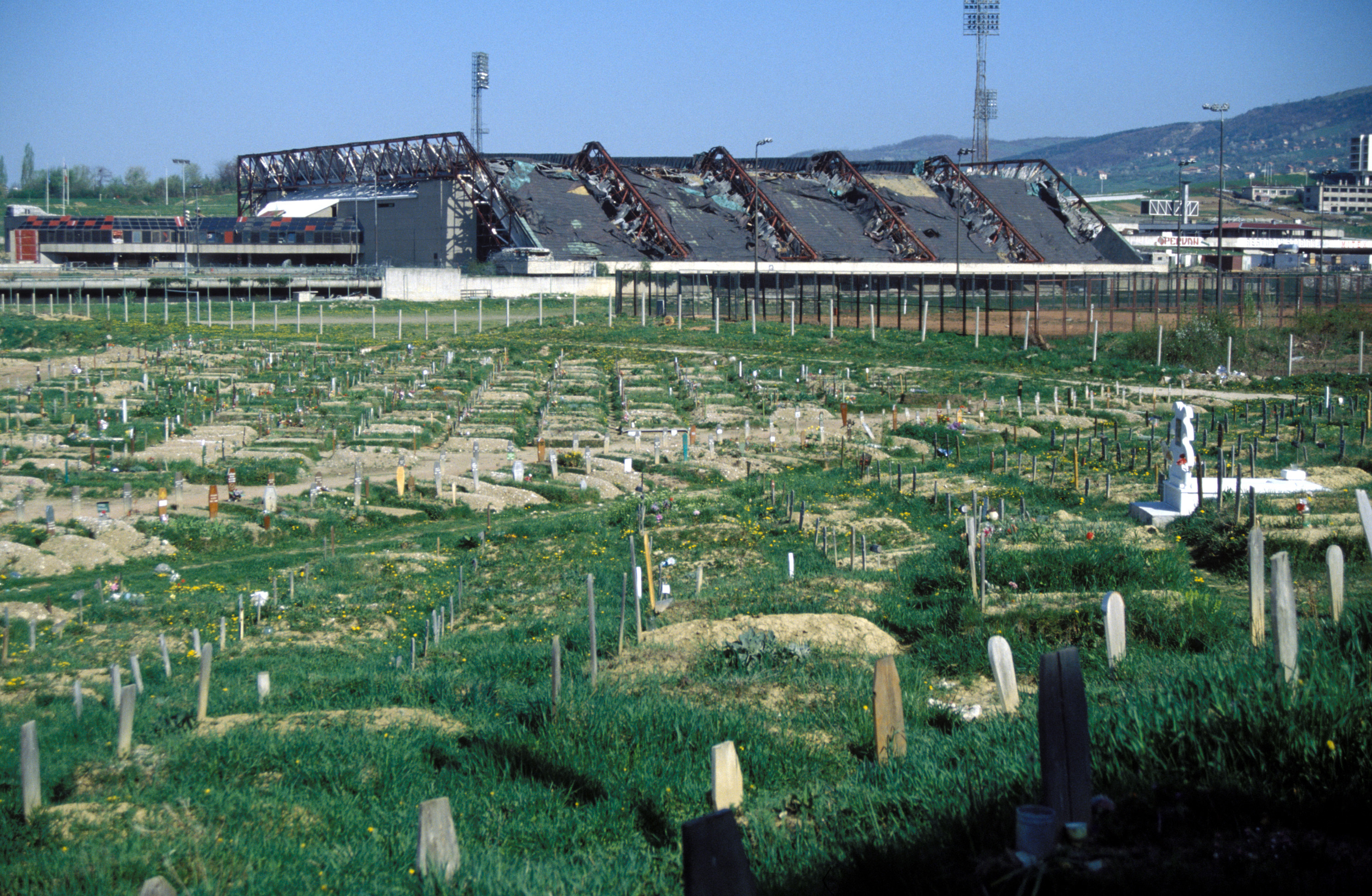
Cmentarz założony na terenie dawnego Kompleksu Olimpijskiego w Sarajewie.

Latem 1992 roku obiekt został niemal całkowicie zniszczony w czasie oblężenia Sarajewa, w wyniku ostrzału artyleryjskiego i bombardowań prowadzonych przez bośniackich Serbów. Ocalałe piwnice pełniły funkcje kostnicy oraz były miejscem przechowywania leków i produktów spożywczych. Drewniane trybuny hali były wykorzystywane do produkcji trumien dla ofiar wojny.
Wskutek działań wojennych budynek został poważnie uszkodzony. We wrześniu 1997 roku, dzięki pomocy sił SFOR, rozpoczęto jego odbudowę. Koszt modernizacji wyniósł 32 miliony marek niemieckich, a część środków przekazał na ten cel MKOl oraz Unia Europejska. Odbudowany obiekt został oddany do użytku w 1999 roku – 30 lipca tego roku odbyła się w nim Międzynarodowa Konferencja Paktu Stabilizacyjnego dla Południowo-Wschodniej Europy. W 2008 roku rozegrano tam kwalifikacje do III dywizji mistrzostw świata w hokeju na lodzie.
Wewnątrz hali znajduje się muzeum poświęcone zimowym igrzyskom z 1984 roku.